# Míloi (ort i Grekland)
Míloi (Myloi) är en ort i Grekland.   Den ligger i prefekturen Fthiotis och regionen Grekiska fastlandet, i den centrala delen av landet, 130 km nordväst om huvudstaden Aten. Míloi ligger 443 meter över havet och antalet invånare är 378.
Terrängen runt Míloi är bergig. Runt Míloi är det ganska glesbefolkat, med 24 invånare per kvadratkilometer. Närmaste större samhälle är Stylída, 17,1 km väster om Míloi. 